# Schaenicoscelis leucochlora
Schaenicoscelis leucochlora är en spindelart som beskrevs av Cândido Firmino de Mello-Leitão 1929. 
Schaenicoscelis leucochlora ingår i släktet Schaenicoscelis och familjen lospindlar. Inga underarter finns listade i Catalogue of Life.